# Сент-Андре-ле-Лилль
Сент-Андре́-ле-Лилль (фр. Saint-André-lez-Lille) — коммуна во Франции, регион О-де-Франс, департамент Нор, округ Лилль, кантон Лилль-1. Пригород Лилля, расположен в 6 км к северу от центра города, на берегу реки Дёль (фр.). На юге коммуны находится железнодорожная станция Сент-Андре линии Лилль-Кале.
Население (2017) — 12 608 человек.

## Экономика
Структура занятости населения:
- сельское хозяйство — 0,0 %
- промышленность — 20,6 %
- строительство — 5,9 %
- торговля, транспорт и сфера услуг — 35,5 %
- государственные и муниципальные службы — 38,0 %

Уровень безработицы (2017) — 11,1 % (Франция в целом — 13,4 %, департамент Нор — 17,6 %). 

Среднегодовой доход на 1 человека, евро (2017) — 22 420 (Франция в целом — 21 110, департамент Нор — 19 490).

## Демография
Динамика численности населения, чел.

## Администрация
Пост мэра Сент-Андре-ле-Лилля с 2017 года занимает Элизабет Мас (Elisabeth Masse). На муниципальных выборах 2020 года возглавляемый ею центристский список победил в 1-м туре, получив 57,89 % голосов.
| Период | Период | Фамилия      | Партия                                                                                  | Примечания                                                               |
| ------ | ------ | ------------ | --------------------------------------------------------------------------------------- | ------------------------------------------------------------------------ |
| 1969   | 1989   | Андре Вокье  |                                                                                         |                                                                          |
| 1989   | 2001   | Поль Лоэрьер | Социалистическая партия                                                                 |                                                                          |
| 2001   | 2017   | Оливье Энно  | Союз за французскую демократию, Демократическое движение, Союз демократов и независимых | член Генерального совета департамента, член Совета департамента, сенатор |
| 2017   |        | Элизабет Мас | Союз демократов и независимых                                                           | акушерка                                                                 |

## Города-побратимы
- Дормаген, Германия
- Величка, Польша

## Галерея

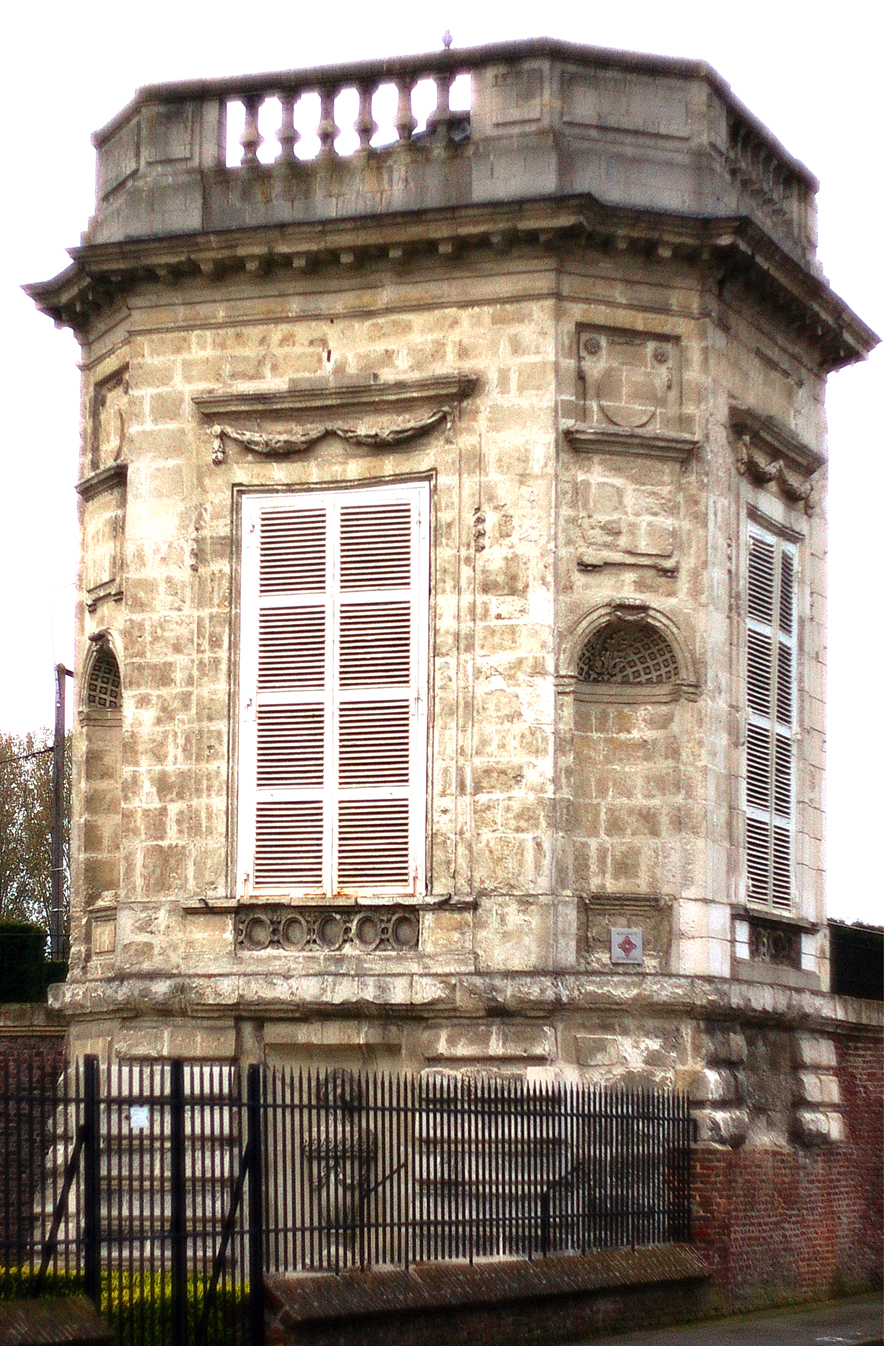
Павильон Людовика XVI
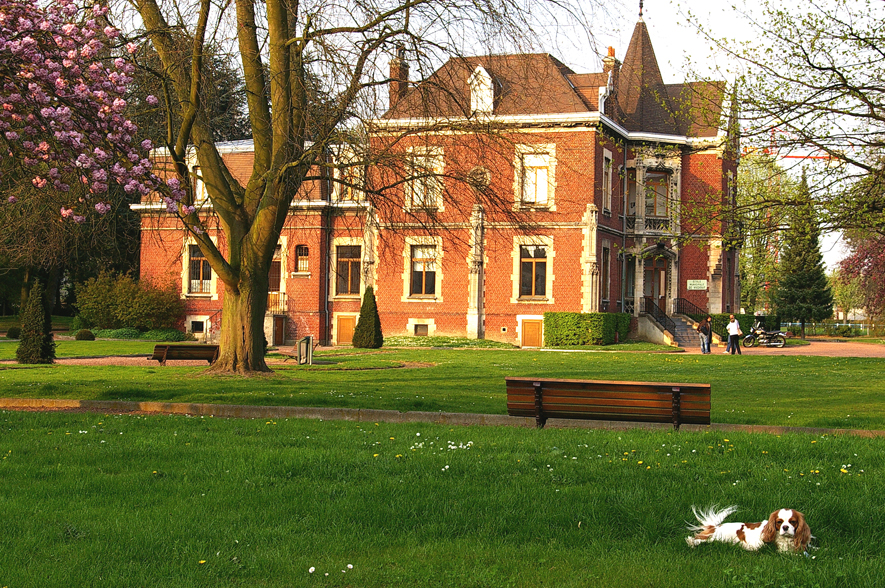
Парк у музыкальной школы
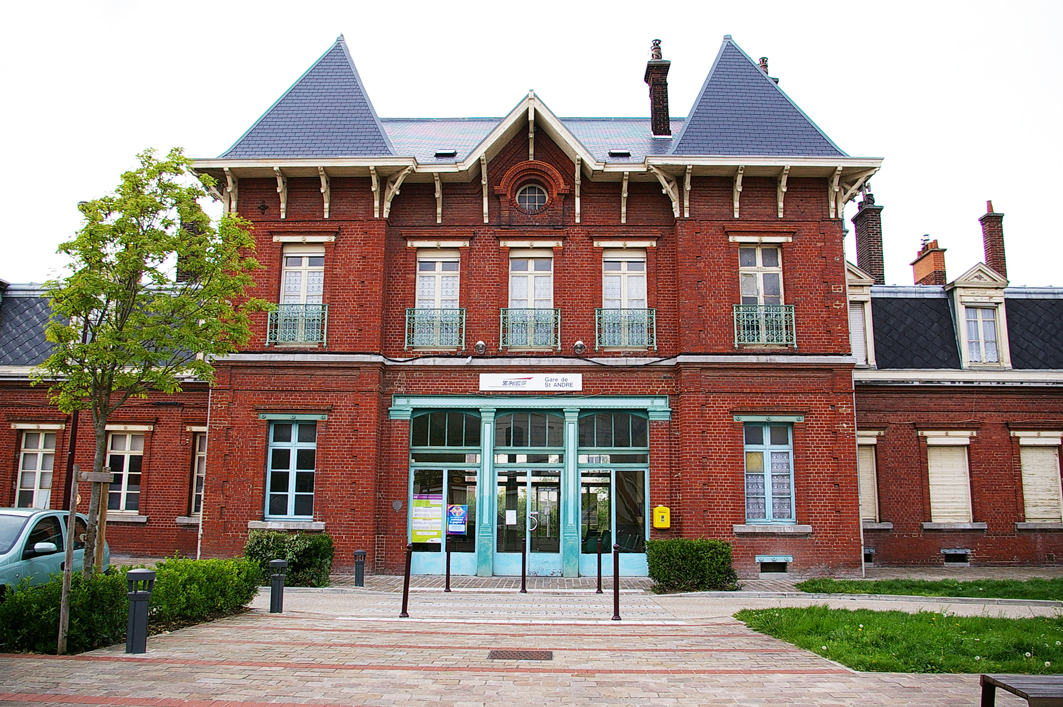
Железнодорожный вокзал

1. 1 2  база данных о французских коммунах — Национальный географический институт Франции, 2015.